# Комана (Констанца)
Комана (рум. Comana) — село у повіті Констанца в Румунії. Адміністративний центр комуни Комана.
Село розташоване на відстані 186 км на схід від Бухареста, 40 км на південний захід від Констанци.

## Населення
За даними перепису населення 2002 року у селі проживали 917 осіб, з них 914 осіб (99,7%) румунів. Рідною мовою 914 осіб (99,7%) назвали румунську.